# Župnija Škocjan pri Turjaku
Župnija Škocjan pri Turjaku je rimskokatoliška teritorialna župnija dekanije Ribnica nadškofije Ljubljana.

## Matične knjige
Arhiv Nadškofije Ljubljana hrani naslednje matične knjige župnije Škocjan pri Turjaku:
- Krstne knjige: 1713-1745 (mf 52), 1835-99 dvojnik
- Poročne knjige: 1771-1803, 1816-60, 1835-82 dvojnik
- Mrliške knjige: 1753-70*

### Farne spominske plošče
V župniji so postavljene Farne spominske plošče, na katerih so imena vaščanov iz okoliških vasi, ki so padli nasilne smrti na protikomunistični strani v letih 1942-1945. Skupno je na ploščah 88 imen.